# Jeunesse sportive Groupe Bazano
Maillots
Actualités
La Jeunesse Sportive Groupe Bazano est un club congolais de football basé à Lubumbashi.
Le club participe à la Linafoot, la première division congolaise.

## Histoire

### Saison 2019-2020
La JS groupe Bazano pleure son vice-président Richard Kabeya Mwanagongo décédé en Zambie à Kitwe le 21 janvier 2020.
La jeunesse sportive groupe Bazano a terminé sa phase aller avec 28 points en concédant un nul de 0-0, les protégés du coach Daula Lupembe sont au repos avant de reprendre les entraînements la semaine prochaine, déjà les contacts sont pris en Zambie et l’équipe y sera le 26 décembre 2019 prochain pour répondre à l’invitation de deux clubs à savoir Zacks United et Kitwe United évoluant en deuxième division. Entretemps le comité sportif que dirige le chairman Meschak Kasongo Mabwisha tient à atteindre l’objectif assigné depuis le début de la saison, jouer l’une des compétitions africaines interclubs de la CAF.

#### Match amical
La jeunesse sportive groupe Bazano du chairman Meschak Kasongo Mabwisha vient de s’imposer en amical ce 18 septembre 2019 au complexe sportif Kibassa Maliba contre L' US Panda de Likasi est le score du match était de 2-0 en faveur de la JS Groupe Bazano. le premier but était marqué en première mi-temps par l’avant-centre camerounais Léonidas et le second en deuxième mi-temps par Modeste Basekala, la rencontre ayant servi de préparation à l’équipe de Daula Lupembe qui a passé près de 2 semaines sans jouer et devra encore patienter une semaine avant d’affronter le FC Saint Éloi Lupopo le 26 septembre, par ailleurs nous signalons l’intégration du coach Olivier Tshilumba ancien du SM Sanga Balende dans le staff technique que dirige Daula Lupembe comme entraineur chargé des gardiens et travaillera aussi aux côtés du coach Honoré Nkulu .

### Historique des logos

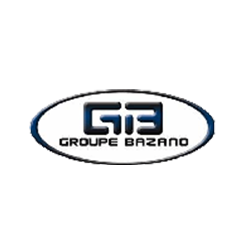
Depuis la création.

## Personnalités du club

### Effectif actuel
| N° | Nat.                                           | Poste | Nom du joueur             |
| -- | ---------------------------------------------- | ----- | ------------------------- |
| 1  | Drapeau de la république démocratique du Congo | G     | Abada Samba Ngabo         |
| 2  | Drapeau de la république démocratique du Congo | D     | Katuka Mubengayi          |
| 3  | Drapeau de la république démocratique du Congo | M     | Yuma Amisi Kevin          |
| 4  | Drapeau de la république démocratique du Congo | M     | Ilinda Mbenza             |
| 5  | Drapeau de la république démocratique du Congo | M     | Banze Twitte              |
| 6  | Drapeau de la république démocratique du Congo | D     | Viku Ndongala             |
| 7  | Drapeau de la république démocratique du Congo | A     | Kimalwa Junior            |
| 8  | Drapeau de la république démocratique du Congo | A     | Mokoni Elie               |
| 9  | Drapeau de la république démocratique du Congo | M     | Tawiti Lobongo            |
| 10 | Drapeau de la république démocratique du Congo | A     | Mutwale Nyongani          |
| 11 | Drapeau de la république démocratique du Congo | A     | Nona Kuyu                 |
| 12 | Drapeau de la république démocratique du Congo | A     | Butoto Kamana (capitaine) |
| 13 | Drapeau de la république démocratique du Congo | A     | Watshibang                |
| 14 | Drapeau de la république démocratique du Congo | A     | Mabumbu Mbila             |

| No. | Nat.                                           | Position | Nom du joueur                |
| --- | ---------------------------------------------- | -------- | ---------------------------- |
| 15  | Drapeau de la république démocratique du Congo | D        | Henri Katwamba               |
| 16  | Drapeau de la république démocratique du Congo | G        | Siadi Nguzia                 |
| 17  | Drapeau de la république démocratique du Congo | M        | Mwango Mola (vice-capitaine) |
| 18  | Drapeau de la république démocratique du Congo | D        | Saya Bizawu                  |
| 19  | Drapeau de la république démocratique du Congo | A        | Matwameno Ewawa              |
| 20  | Drapeau de la république démocratique du Congo | D        | Bakafwa Gloire               |
| 22  | Drapeau de la république démocratique du Congo | G        | Kikanda Kaniki               |
| 23  | Drapeau de la république démocratique du Congo | M        | Onashuku Kono                |
| 24  | Drapeau de la république démocratique du Congo | M        | Simba Mupadji                |
| 25  | Drapeau de la république démocratique du Congo | D        | Mpata Kajinda                |
| 26  | Drapeau de la république démocratique du Congo | M        | Mazeviko Joël                |
| 27  | Drapeau de la république démocratique du Congo | G        | Diego Tshikambo              |
| 28  | Drapeau de la république démocratique du Congo | D        | Ponge Emata                  |
| 31  | Drapeau de la république démocratique du Congo | D        | Mbelu Victor                 |
| 33  | Drapeau de la république démocratique du Congo | G        | Massamba Luvuezo             |

### Staff technique
- Entraîneur : 
  -  Seguin Ndombé
- Entraîneur adjoint : 
  -  Honoré Nkulu
- Entraîneur des Gardiens : 
  -  Olivier Tshilumba
- Médecin : 
  -  Papy Mangozi
  -  Aly Tshibangu
- Intendant : 
  -  Kaseya

### Entraineurs
- Jean-Claude Mukeba Kambili[2]
- Jean-Claude Loboko
- Omer Mbayo
- 2019 :  Daoula Lupembe[3]
- 2020 :  José Mundele[4]
- 2020-2021  Seguin Ndombé
- fév 2021-2022 :  André-Raoul Mutufuila[5]
- 2021-sept. 2022 :  Andy Magloire Mfutila[6]
- sept. 2022 :  Baylon Kabongolo (intérim)[7]
- 2022- :  Patrick Mahindu[8]

## Finances
Le club a été racheté par la société minière Groupe Bazano.

### Sponsors et équipementiers

#### Sponsors
- Groupe Bazano
- 20204- : Hard Rockk